# Trespando
Traspando és una parròquia del conceyu asturià de Siero, amb 234 habitants (INE, 2008), d'una superfície de 4.10 km² i situada a 230 msnm. D'ambient tranquil, envoltada de molt de camp, en plena zona minera i en una comarca sidrera.

## Entitats de població
| - Trespando - El Barrial - La Brañuca - La Cabaña - La Capilla - Llamargón - El Molinón | - El Pascuale - La Quintana - Recullá - La Vallina - La Viesca - La Caleya - El Cantu | - Los Carabales - La Cuesta - La Facienda - La Gallega - La Llanca - El Molín - La Peña | - La Peñasca - La Peruyal - El Puente - La Pumará - El Robedal - El Toral |